# Владимир Каракашев
Владимир Георгиев Каракашев е български театрален и литературен критик, професор във ВИТИЗ. Функционер на Българската комунистическа партия.

## Биография
Син е на Георги Каракашев (български художник и сценограф). Завършва театрознание във ВИТИЗ (1954), успява да специализира в Съветския съюз, Франция, Германия и Англия. През 1952 г. започва да публикува рецензии, статии и студии по проблемите на театралното изкуство и литературата. Професионалният му път минава през главен драматург на Народния театър „Иван Вазов“, завеждащ отдел „Изкуство“ в списание „Пламък“, драматург на Театъра на народната армия, в началото на 1970-те години е главен редактор на вестник „Народна култура“ (1972 - 1976), професор в НАТФИЗ.
За него в своите „Задочни репортажи за България“, в главата „Българин ли е Шекспир?“, писателят емигрант Георги Марков пише: „Застъпници на най-ортодоксалната партийна линия в театралната критика бяха Владимир Каракашев и Севелина Гьорова – и двамата протежета на сталинисткото създание Филип Филипов.“
Каракашев пише и разгромяваща статия за филма „Една жена на 33“, публикувана във вестник „Работническо дело“.